# Сигурд Свинья
Сигурд Свинья (др.-сканд. Sigurðr Sýr; ок. 970 — ок. 1018) — правитель небольшого норвежского королевства Рингерике (современная провинция Бускеруд). Отчим короля Олава Святого и отец короля Харальда Сурового.

## Биография
Представитель королевской династии Хорфагеров (потомок первого короля Норвегии Харальда Прекрасноволосого). Сын Хальвдана Сигурдссона, внук Сигурда Харальдссона Хриси и правнук Харальда Прекрасноволосого. Однако поздние историки и специалисты по генеалогии считают, что это сомнительно.
В 998 году по требованию норвежского конунга Олава Трюггвасона (995—1000), прибывшего в его удельные владения, Сигурд Свинья вместе с женой и семьёй принял христианство.
Согласно «Саге об Олаве Святом», Сигурд Свинья был человеком работящим и хорошим хозяином. Он сам вел хозяйство, следя за скотом и двором. Щегольства он не любил и был неразговорчив. Он был мудрым, богатым, миролюбивым и справедливым человеком.
Сигурд Свинья женился на Асте Гудбрандсдоттир (ок. 970 — ок. 1020), дочери Гудбранда Шишки и вдове своего родственника Харальда Гренландца, короля Вестфольда, Агдера и Вингулмарка. У них было три сына (Гутторм, Хальвдан и Харальд) и две дочери (Гуннхильд и Ингрид).
В 1015 году Сигурд Свинья принял в своих владениях и оказал помощь своему пасынку Олаву Святому, сыну Харальда Гренландца и Асты Гудбрандсдоттир, который объявил себя новым конунгом Норвегии и начал борьбу против хладирского ярла Свена Хоконссона, правителя Норвегии и вассала короля Дании Кнуда Великого. Сигурд Свинья встретился в Упплёнде с удельными конунгами Хейдмёрка, Гундбрандсдалира, Раумарик, Тотна, Хадаланда и Вальдреса, убедив их поддержать своего пасынка Олава Харальдссона Святого в борьбе против хладирского ярла Свейна. Сам Сигурд Свинья с большой дружиной присоединился к войску Олава Святого. В 1016 году в битве у Несьяра Олав Святой нанёс полное поражение хладирскому ярлу Свейну, который бежал в Швецию, где и скончался.
Младший сын Сигурда — Харальд III Суровый (ок. 1015—1066) — стал королём Норвегии (1046—1066).
В Осло, столице Норвегии, одна улица была названа именем Сигурда Свиньи.